# Scott Leon Guerrero
Scott Leon Guerrero  là một cầu thủ bóng đá người Guam thi đấu ở vị trí hậu vệ cho Quality Distributors.